# Рейд на Берлин (1757)

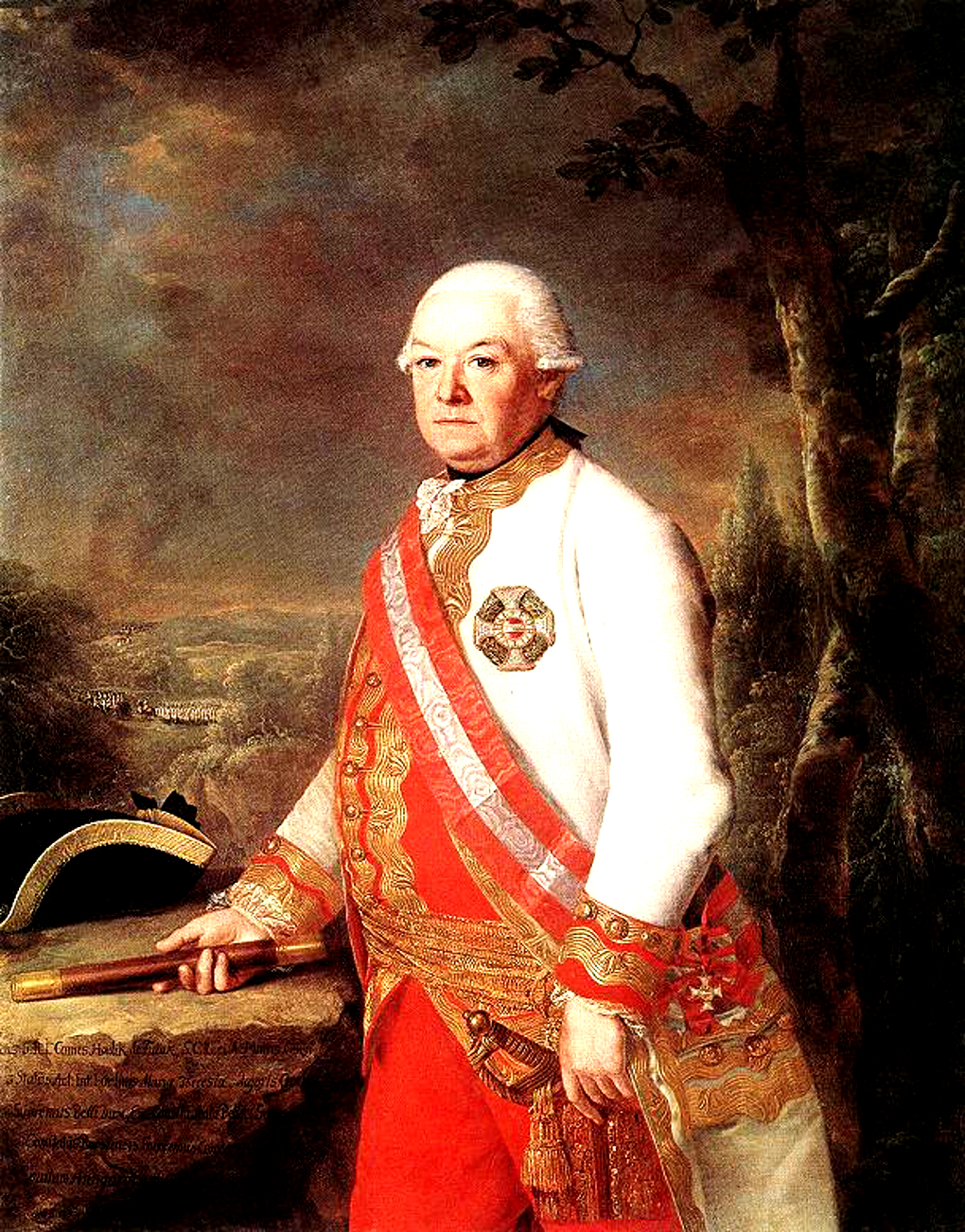
Андраш Хадик

Рейд генерала Хадика на Берлин (нем. Berliner Husarenstreich) — знаменитый эпизод Семилетней войны, в ходе которого австрийская кавалерия в течение всего дня 16 октября 1757 года контролировала столицу Прусского королевства Берлин. Этот рейд имел в своё время значительный политический резонанс и сделал австрийского генерала Андраша Хадика знаменитостью. Через три года достижение Хадика повторил летучий отряд русского генерала Тотлебена.

## Рейд
Во время Семилетней войны Берлин дважды, в 1757 и 1760 годах, оказывался в руках неприятеля. Оба раза в результате простого налёта. Первыми рейд организовали австрийцы. Идея такой экспедиции принадлежала принцу Лотарингскому, главнокомандующему австрийской армии. 
Так как все основные силы пруссаков находились в Силезии и Саксонии, и дорога на Берлин не была прикрыта войсками, командир небольшого австрийского корпуса (приблизительно 3 тысячи пехоты, 2,1 тысяча кавалерии, 6 орудий) Андраш Хадик выступил 11 октября 1757 года в поход на прусскую столицу. Оставив в городе Эльстерверда, исходном пункте своего марша, (приблизительно 160 километров от Берлина) в качестве прикрытия генерала Клеефельда с полуторатысячным отрядом и двумя пушками, Хадик с остальными силами двинулся через Лаузиц на Берлин. 100 гусар были выделены для обеспечения связи между обоими генералами, другие прикрывали основную колонну. В пути Хадик, сознавая ничтожность своих сил, приказывал на привалах раскладывать больше костров, чем требовалось, с тем, чтобы создать ложное впечатление о величине своего отряда. Рейдовый корпус проходил ежедневно до пятидесяти миль. На 160-километровый марш Хадику потребовалось пять дней. Военный комендант Берлина, генерал Рохов, осведомлённый о приближении австрийского отряда, не потрудился произвести разведки. Единственная принятая им мера предосторожности состояла в том, что были удвоены караулы на воротах: в дополнение к внутренним были установлены наружные посты за воротами.
15 октября Хадик достиг Кёнигс-Вустерхаузена под Берлином. Отсюда марш был продолжен через лес ночью, чтобы не быть обнаруженным прежде времени. Утром 16 октября Хадик стоял перед Силезскими воротами Берлина. Выбор места был неслучаен: в XVIII веке здесь почти вплотную к городским укреплениям находились лес и густой кустарник, так что Хадику было легче скрыть численность своего отряда.

## Штурм

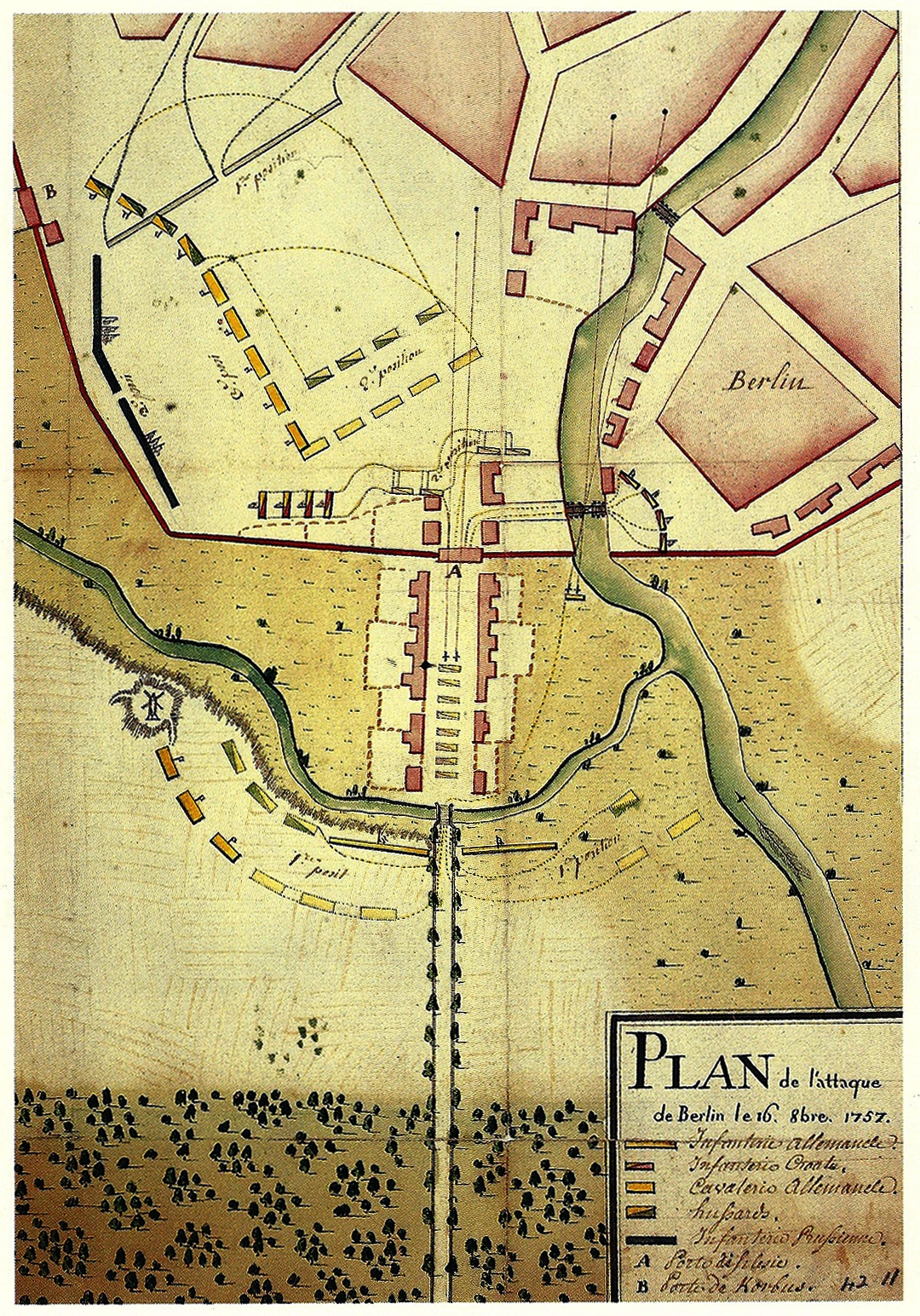
План штурма Берлина в 1757 г.

Хадик направлил парламентёра с требованием контрибуции в размере 300 000 талеров от городских властей. Получив отказ, начинает штурм Силезских ворот и моста через Шпрее. Так как стена городских укреплений Берлина не подходила вплотную к реке, и из-за топкого грунта небольшой участок на берегу был огорожен лишь деревянным палисадом, австрийцы легко преодолели сопротивление защитников Силезских ворот, которые, убежав, успели запереть ворота. Выстрелами из пушек был разбит палисад. Затем с третьего выстрела австрийцам удаётся перебить цепь подъёмного моста, тот падает и разбивается под собственной тяжестью. Обезопасив себя таким образом от нападения с тыла, с противоположного берега Шпрее, солдаты Хадика проникли со стороны реки через пролом в палисаде. В Кёпеникском предместье (ныне берлинский район Кройцберг), начинавшемся сразу за Силезскими воротами, им приходится выдержать небольшую схватку с двумя батальонами прусского гарнизона, состоявшими преимущественно из необученных рекрутов, из которой они легко выходят победителями. Отряд защитников города, стоящий у соседних Котбусских ворот, увидев поражение своих товарищей, обращается в паническое бегство, преследуемые австрийскими гусарами. Две сотни саксонских солдат, бывших в составе гарнизона, переходят на сторону австрийцев. Военный комендант Берлина, генерал Рохов, под предлогом охраны прусской королевы, бежит с ней и остатками гарнизона в Шпандау, бросив город на произвол судьбы.

## Мародёрство
Сразу же Хадик направляет в Вену эстафету с посланием Марии Терезии, начинавшемся знаменитыми словами: «Из стен Берлина». При своих незначительных силах он не рискует войти в сам город: его солдаты остаются в малонаселённом тогда, занятом, в основном, садами и огородами, Кёпеникском предместье (основными жителями которого были французские и чешские протестанты; в этой части города почти не говорили по-немецки). В пути отряд Хадика сопровождали проводники из числа бывших берлинцев; теперь те же самые проводники превращаются в наводчиков, указывающих на дома, где есть чем поживиться. Начинается грабёж, сопровождающийся насилием над жителями. Устрашённый берлинский магистрат выражает, в конце концов, согласие на выплату контрибуции. Пробыв в Берлине один день, даже не дождавшись, пока сумма контрибуции будет полностью собрана, Хадик покинул прусскую столицу. 
В это время князь Мориц фон Дессау, посланный Фридрихом со значительными военными силами, находится от Берлина на расстоянии двухчасового марша. Хадику удаётся благополучно избежать встречи с преследователями.
Добыча австрийцев составила 215 000 талеров и 25 тысяч талеров премии для войска, а также две дюжины перчаток, прихваченных ими в подарок Марии Терезии. На обратном пути австрийцам удаётся дополнительно получить значительную контрибуцию с Франкфурта. 

## Резонанс
«Гусарская выходка» Хадика производит огромное впечатление на современников, в том числе и на прусского короля. Получив известие о захвате австрийским отрядом своей столицы, Фридрих в вечер того дня предпочел остаться один, часами декламируя строфы из трагедии Расина «Митридат» и сопровождая декламацию драматическими жестами.
Ликование в Вене при известии о взятии Берлина, напротив, не знает предела. Хадик получает повышение в чине, крупный денежный подарок, награждается Большим крестом Ордена Марии Терезии. Императрица обращается к нему с личным, весьма лестным для него, посланием. 
Напутствуя генерала Тотлебена в 1760 году в аналогичный рейд, исполнявший тогда обязанности главнокомандующего русскими войсками, генерал Фермор пожелал ему «что бы вы себе тем паче, как цесарский генерал Гадик, достойную похвалу и славу приобресть могли».

## Беспорядки в Берлине

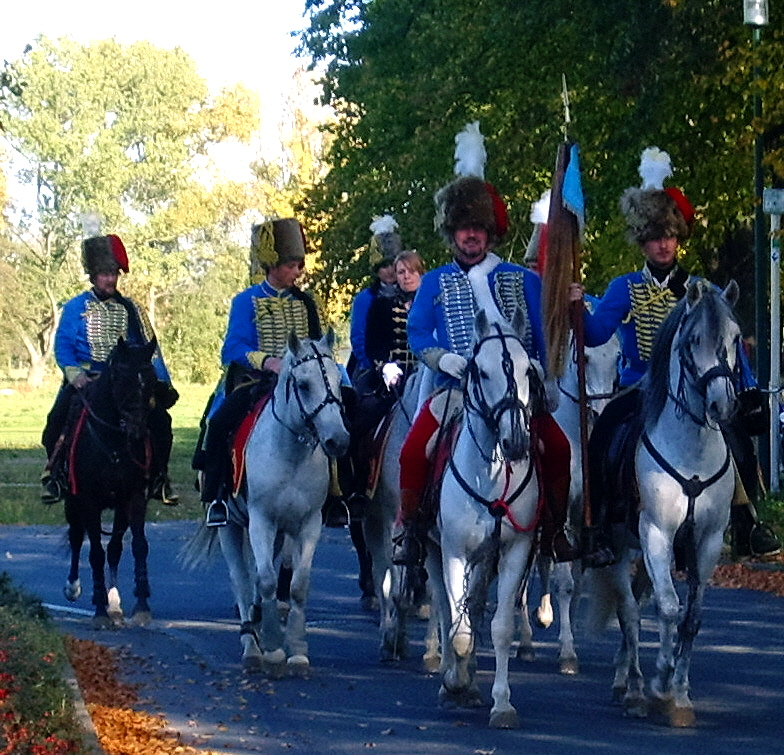
В ознаменование 250-летия рейда группа энтузиастов повторила маршрут Хадика

После ухода австрийского отряда военный комендант Рохов рискнул вновь появиться в Берлине. Возмущённые берлинцы встретили его тухлыми яйцами и камнями; лишь под солидной охраной генералу удалось добраться до своего дома. Но и спустя много дней солдаты несли вахту у дома коменданта, чтобы воспрепятствовать самосуду берлинцев, возмущённых тем, что Рохов, имея сильный гарнизон, позорно бежал, оставив город без защиты. Камергер прусской королевы граф Лендорф записал в те дни в дневнике:

Его обвиняют в тайном соглашении с врагом, короче, его считают способным на любые гнусности. Но с ним поступают несправедливо. Вся его ошибка состоит в том, что небо подарило ему мало ума, зато много самоуверенности и жадности, вследствие чего он ни с кем не посоветовался и не истратил ни гроша с тем, чтобы разведать силы врага. Кроме того, он, как все дураки, исполнил приказ короля буквально: Его Величество приказал, что гарнизон, в случае приближения врага к городу, должен прикрывать королеву, король не мог, однако, предвидеть, что комендант может оказаться таким ослом, что отдаст столицу страны на произвол австрийцев, имевших тысячу человек, в то время, как наш гарнизон насчитывал 4500 солдат.
«Весь город в отчаянии», — комментировал эту новость граф.